# کتاب‌شناسی محمد
تاریخ محمد، عموما از قرآن استنباط می‌شود. پس از آن تاریخ او در سیره‌ها به صورت شفاهی و سپس کتبی گزارش شده‌است. هرچند کمتر مورد اعتبار قرار گرفته‌اند اما عموم مسلمانان فهم خود از تاریخ محمد را از دو روش قرآن و سنت (احادیث) کسب کرده‌اند.

## منابع اولیه

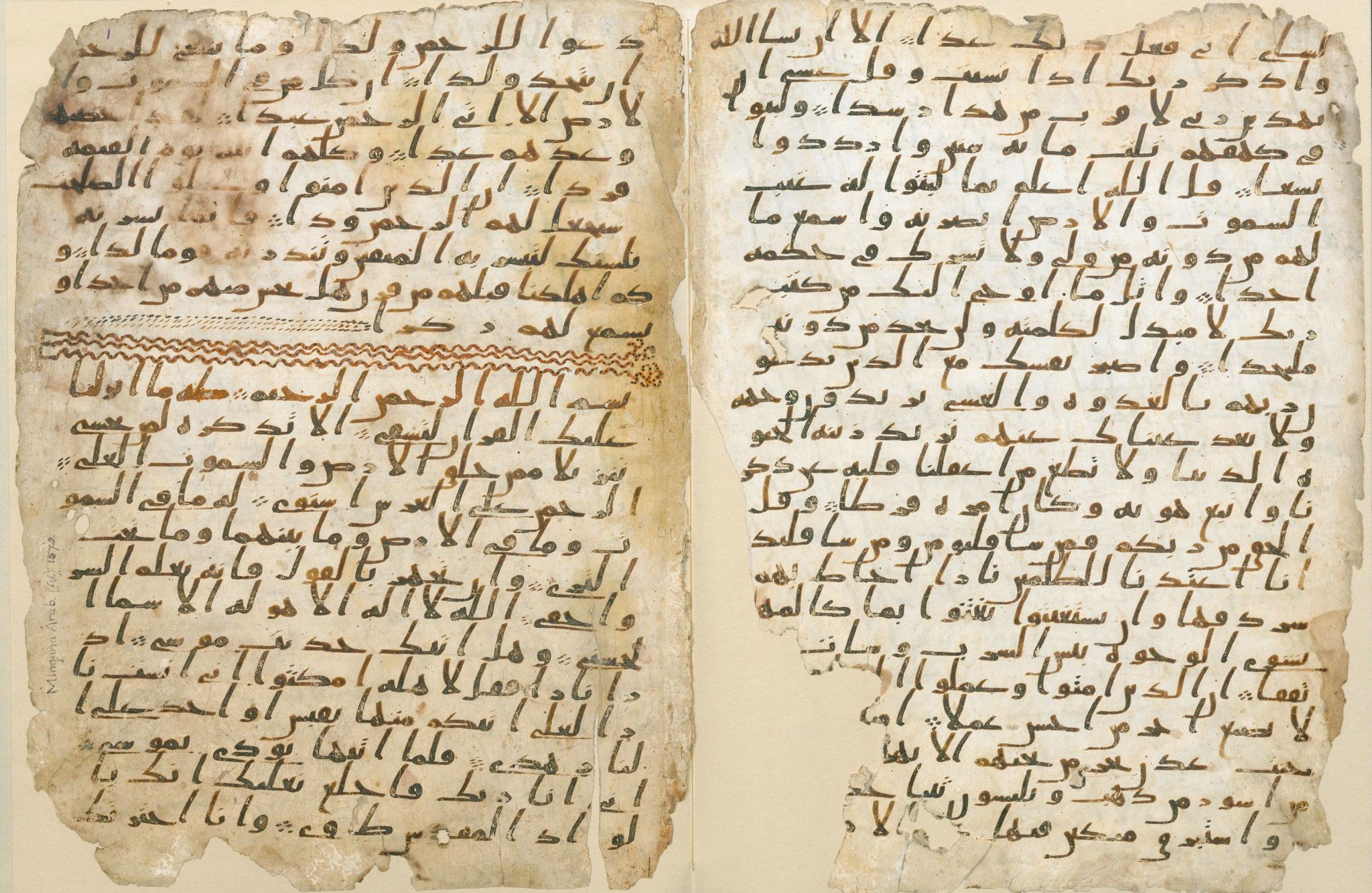
نسخه بیرمنگام قدیمی‌ترین نسخه از برخی سوره‌های قرآن است که در دانشگاه بیرمنگام کشف شده‌است و قدمت پوست آن با احتمال ۹۵ درصد به سال‌های ۵۶۸ تا ۶۴۵ میلادی مربوط می‌شود.